# Elektromagnetische-Verträglichkeit-Gesetz
Das Elektromagnetische-Verträglichkeit-Gesetz (EMVG) wurde am 14. Dezember 2016 neu gefasst und setzt die ebenfalls neu gefasste Richtlinie 2014/30/EU über die elektromagnetische Verträglichkeit in deutsches Recht um.
Das Gesetz gilt nach § 1 Absatz 1 für Betriebsmittel, die elektromagnetische Störungen verursachen können oder deren Betrieb durch elektromagnetische Störungen beeinträchtigt werden kann (Elektromagnetische Verträglichkeit). In § 3 sind einige Betriebsmittel und Geräte aufgeführt, auf die dieses Gesetz teilweise oder ganz keine Anwendung findet, z. B. (Amateur-)Funkanlagen, luftfahrt- und militärtechnische Anlagen.

## Inhalt
Nach § 4 – Grundlegende Anforderungen – müssen diese Betriebsmittel nach den allgemein anerkannten Regeln der Technik so entworfen und gefertigt sein, dass die folgenden zwei Bedingungen erfüllt sind: Erstens dürfen die durch das Betriebsmittel verursachten elektromagnetischen Störungen den Betrieb anderer Geräte nicht unmöglich machen. Zweitens muss das Betriebsmittel selbst hinreichend unempfindlich gegenüber Störungen sein, die von anderen Geräten ausgehen. Bei ortsfesten Betriebsmitteln ist dies zusätzlich durch eine ordnungsgemäße Installation sicherzustellen. Die jeweils angewandten allgemein anerkannten Regeln der Technik sind zu dokumentieren. Die folgenden Teile des Abschnitts 1 konkretisieren diese Anforderungen, regeln die Kennzeichnung konformer Betriebsmittel und Informationspflichten des Herstellers.
Im Abschnitt 4 werden die Bundesnetzagentur für Elektrizität, Gas, Telekommunikation, Post und Eisenbahnen als Marktaufsichtsbehörde sowie deren Aufgaben und Befugnisse benannt. In den letzten beiden Abschnitten des Gesetzes finden sich Bußgeld-, Übergangs- und Änderungsvorschriften für bezugnehmende Verordnungen.